# Jonathan Carbe
Jonathan Carbe, född 22 mars 1990, är en svensk friidrottare (häcklöpning och mångkamp) tävlande för Örgryte IS. Han vann SM-guld på 400 meter häck år 2013.

## Personliga rekord
| Utomhus - 100 meter – 10,95 (Tanumshede, Sverige 8 juli 2015) - 100 meter – 11,10 (Linköping, Sverige 9 september 2017) - 200 meter – 21,34 (Skara, Sverige 29 augusti 2015) - 300 meter – 35,13 (Halmstad, Sverige 18 juli 2010) - 400 meter – 47,85 (Göteborg, Sverige 5 september 2015) - 1 500 meter – 4:31,84 (Falun, Sverige 11 september 2016) - 1 500 meter – 5:01,08 (Monzón, Spanien 2 juli 2017) - 110 meter häck – 15,06 (Linköping, Sverige 16 augusti 2015) - 110 meter häck – 15,67 (Monzón, Spanien 2 juli 2017) - 110 meter häck – 14,89 (medvind) (Helsingborg, Sverige 6 juli 2018) - 400 meter häck – 51,69 (Borås, Sverige 1 september 2013) - Höjdhopp – 1,96 (Falun, Sverige 10 september 2016) - Stavhopp – 3,90 (Ribeira Brava, Portugal 6 juli 2019) - Stavhopp – 3,30 (Monzón, Spanien 2 juli 2017) - Längdhopp – 7,33 (Monzón, Spanien 1 juli 2017) - Längdhopp – 7,05 (Monzón, Spanien 1 juli 2017) - Kulstötning – 12,41 (Sollentuna, Sverige 18 juni 2019) - Kulstötning – 11,40 (Monzón, Spanien 1 juli 2017) - Diskus – 37,54 (Falun, Sverige 11 september 2016) - Diskus – 28,17 (Monzón, Spanien 2 juli 2017) - Spjut – 41,91 (Ribeira Brava, Portugal 6 juli 2019) - Tiokamp – 6 975 (Falun, Sverige 11 september 2016) - Tiokamp – 6 892 (Ribeira Brava, Portugal 6 juli 2019) | Inomhus - 60 meter – 7,16 (Uddevalla, Sverige 11 februari 2017) - 200 meter – 22,28 (Malmö, Sverige 27 januari 2013) - 400 meter – 48,69 (Göteborg, Sverige 31 januari 2015) - Höjdhopp – 2,01 (Göteborg, Sverige 13 februari 2010) - Höjdhopp – 2,01 (Eskilstuna, Sverige 2 mars 2008) - Längdhopp – 6,86 (Norrköping, Sverige 17 februari 2019) - Längdhopp – 6,82 (Uddevalla, Sverige 11 februari 2017) - Kulstötning – 11,17 (Uddevalla, Sverige 11 februari 2017) |